# فريدريك لويد
فريدريك لويد (بالإنجليزية: Frederick Lloyd)‏ هو ممثل بريطاني (وحمل سابقاً جنسية المملكة المتحدة لبريطانيا العظمى وأيرلندا)، ولد في 15 يناير 1880 بلندن في المملكة المتحدة، وتوفي في 24 نوفمبر 1949.

## وصلات خارجية
- فريدريك لويد على موقع IMDb (الإنجليزية)
- فريدريك لويد على موقع ألو سيني (الفرنسية)
- فريدريك لويد على موقع قاعدة بيانات برودواي على الإنترنت (الإنجليزية)
- فريدريك لويد على موقع قاعدة بيانات الأفلام السويدية (السويدية)
- فريدريك لويد على موقع قاعدة بيانات الفيلم (الإنجليزية)
- فريدريك لويد على موقع كينوبويسك (الروسية)